# AV (영화)
AV(A.V.)는 홍콩에서 제작된 팡호청 감독의 2005년 영화이다. 황우남 등이 주연으로 출연하였다.

## 출연

### 주연
- 황우남
- 주준위
- 증국상
- 서천우
- 주진휘